# ليزا يورك
ليزا يورك (بالإنجليزية: Lisa York)‏ هي عداءة المسافات الطويلة بريطانية، ولدت في 10 مارس 1970.

## وصلات خارجية
- ليزا يورك على موقع الاتحاد الدولي لألعاب القوى (الإنجليزية)
- ليزا يورك على موقع أوليمبيديا (الإنجليزية)